# Agrotis unica
Agrotis unica är en fjärilsart som beskrevs av Emilio Berio 1936. Agrotis unica ingår i släktet Agrotis och familjen nattflyn. Inga underarter finns listade i Catalogue of Life.